# Giacomo Marchello
Giacomo Marchello, né à Paceco le 28 mai 1915, mort à Palerme le 6 février 2000, est une personnalité politique et militaire italien. Il est maire de Palerme de 1971 à 1976.

## Biographie
Diplôme en économie à Palerme, il s'engage dans l'armée de l'Air, principalement sur la base de Boccadifalco comme lieutenant-colonel.
Sa bonne réputation suscite l'intérêt des responsables palermitains de la Démocratie chrétienne, qui le font élire conseiller municipal lors des élections municipales de 1970, qui porte Vito Ciancimino à la tête de la mairie. Mais sa proximité avec la mafia contraint Ciancimino à la démission. Après plus de quatre mois de blocage, Giovanni Gioia propose la candidature de Giacomo Marchello, membre du courant majoritaire fanfanien mais extérieur aux jeux de pouvoir, lequel est élu le 27 avril 1971 à la tête d'une équipe municipale unicolore dans l'attente de la participation des forces socialistes et laïcs. Mais après sept mois, les négociations avec le PSI échouent et Marchello démissionne pour être renouvelé avec la participation de la DC, du PRI et du PSDI. 
Malgré des luttes politiques intestines et son absence d'expérience administrative ou élective, il parvient à se maintenir au pouvoir 5 ans, en évitant d'alimenter les querelles internes de la DC.  
A la tête d'un municipalité endettée, mais travailleur, il parvient à imposer une administration efficace. Il exige auprès une amélioration de la qualité du service rendu à la population par le prestataire de collecte des ordures ménagères et la compagnie de transport en commun, et répond aux grévistes en affichant publiquement les avantages des salariés et en réclamant des sanctions disciplinaires. Il fait également construire des écoles, notamment en périphérie.  
Aidé de son adjoint républicain Leopoldo Pullara, il s'attache à rénover les fontaines publiques (dont la Fontana del Cavallo Marino de la Porta Felice), monuments et villas. En 1974, avec Pullara, il organise avec fastes le 350e Festino di Santa Rosalia, confiant à l'architecte Rodo Santoro la construction de la charrette traditionnelle, tirée par vingt bœufs, d'après des dessins du XVIIIe siècle de l'architecte Paolo Amato. 
Faible face à Ciancimino qui a pris la tête du groupe DC municipal, il accepte à sa demande de faire approuver en bloc 2 800 résolutions, en quelques minutes et sans débat, et de reconduire le contrat d'entretien des routes et des égouts au profit du comte Arturo Cassina. Il doit renoncer à l'augmentation des tarifs des bus face aux protestations étudiantes.  
A l'issue des élections de 1975, la DC reste hégémonique avec 35 sièges au conseil municipal mais les équilibres internes ont changé : les fanfaniens de Giovanni Gioia tombent à 12 sièges, Vito Ciancimino et ses alliés obtiennent 6 conseillers, tandis que les autres courants de la DC totalisent 17 sièges. Dans l'attente d'une nouvelle majorité ouverte au PCI, Marchello est réélu pour six mois à la tête d'une junte de transition jusqu'à l'élection de Carmelo Scoma. 
il est le frère de Girolamo Marchello, député régional du MSI (1976-1981) et président du Trapani Calcio. 